# Tsugumi Sakurai
Tsugumi Sakurai (櫻井 つぐみ, Sakurai Tsugumi) est une lutteuse japonaise née le 3 septembre 2001.
Elle est championne du monde de lutte libre (catégorie moins de 55 kg) en 2021. 

## Palmarès
Championnats du monde
- Médaille d'or en lutte libre dans la catégorie des moins de 55 kg en 2021 à Oslo.